# 鄭遇春
鄭遇春（14世纪？—1390年），濠州（今安徽凤阳）人，明初军事将领。滎陽侯。

## 生平
与其兄鄭遇霖都以勇力而著名，后鄭遇霖与乡人有矛盾，要杀对方，鄭遇春出面调停才得以解决。后众人认为鄭遇春为贤才。朱元璋攻下滁州时候，以其兄鄭遇霖为先锋，攻下数寨，鄭遇春也因功升任总管。后攻打蕪湖时，鄭遇霖战死，鄭遇春则帅领其众，后累功获左翼元帥。之后平定陳友諒，身先士卒，却从不自己表彰功劳，朱元璋感到奇异。后攻下六安，担任六安衛指揮僉事。之后与徐达征战山东、河南、河北，后攻破朔州，改朔州衛指揮副使。
洪武三年，進同知大都督府事，封滎陽侯。次年镇守臨濠，后因连坐爵位被夺。此后恢复，并再守卫朔州。之后跟从傅友德平定云南，后回到应天府，督军海师，运量辽东。洪武二十三年因胡惟庸案被连坐而死。爵位废除。